# Іван Сулима
Іван Сулима  гербу власного (також Іва́н Миха́йлович Сули́ма, пом. 12 грудня 1635) — кошовий отаман нереєстрових запорозьких козаків (1628–1629, 1630–1635).

## Життєпис

### Початки
Народився в селі Рогощах (нині Чернігівського району Чернігівської області). Його син Федір був полковником Переяславським, а син останнього Іван — генеральним хорунжим. Рід Сулима занесено в родову книгу Полтавської губернії. Олександр Лазаревський стверджував, що рід простежується від Київської Русі.
Якийсь час служив помічником урядника баришівських та бориспільських володінь Софії Данилович з Жолкевських. Був якийсь час одним з управителів маєтків Станіслава Жолкевського (1615 р.) і його спадкоємців Даниловичів на Переяславщині й за цю службу одержав села Сулимівку, Кучаків і Лебедин, заснованого 1677 року (1620).

### Морські походи
Можливо, через конфлікт з магнатами подався на Запоріжжя. У свої перші морські походи Іван Сулима ходив з Самійлом Кішкою ще достатньо молодим козаком, проходив у нього морську школу. Особливо вабило його море, морські походи. Досить швидко талановитий козак вибився в чільні старшини, став на один рівень мало не з Петром Сагайдачним. Як би склалася козацька доля Сулими далі, можна лише гадати, бо в одному з походів у бою з османською ескадрою, десь близько 1605 року, у чайку Сулими вцілили османські гармати. Звичайно, молодий і здоровий козак, опинившись з побратимами у воді, топитися так запросто не збирався. Але нічого вдіяти проти османів вони не змогли. Османські моряки повитягали козаків з води і тут же прикували до весел своїх військових галер.
Неволя галерного бранця продовжувалася для Сулими довгих 15 років. Перед його очима постійно стояв приклад визволення з 26-річної неволі-каторги Самійла Кішки, тож Сулима духу не втрачав і затявся вирватися на волю при першому зручному випадку. Такий випадок трапився йому лише через 15 років. В той час османський флот воював з Венецією, тож Сулима з галерою був на війні. За однією з найпоширеніших версій, Іванові Сулимі якимось дивом вдалося звільнитися з кайданів та звільнити від пут своїх побратимів по неволі. Звільнившись посеред ночі, колишнім бранцям вдалося захопити бойову галеру разом з її екіпажем в 300 яничарів. Сулима, прикувавши яничарів до весел, наказав гребти до берегів Італії. Уміло уникнувши бою як з османським, так і з італійськими кораблями, Сулима пришвартувався в Римі на папську пристань Чивітавекія.
У «вічному місті» обідраний, напівголий екіпаж Сулими справив надзвичайне враження, а коли досі не бачені моряки невідомо якого флоту вишикували на пристані ще й 300 відбірних яничарів, закутих у кайдани, то й зовсім викликали сенсацію. Подивитися на це видовище збіглося мало не все місто.
Чутка про надзвичайну подію дійшла і до Папи Римського Павла V Боргезе, який побажав особисто подивитися на відважного командира незвичайної галери, що Божою ласкою вирвалася з бусурманської неволі і запросив козаків до вілли Боргезії, маєток брата Папи кардинала Сціопіона Боргезе. За визначні походи в Крим і Османську імперію проти татар і османів Івану Сулимі  Папа  Павло V дарував титул римського князя і нагородив золотою  медаллю зі своїм портретом. Прийом козацької делегації  на чолі з гетьманом Сулимою у Римі тривав з травня по вересень 1619 року. Паризька La qazette вмістила цілу статтю про подвиг запорозького лицаря. 

### Повернення з неволі
Повернувся в Україну Сулима з європейською славою, яку вимушені були визнавати і при королівському дворі в Речі Посполитій. Окрім Сулими, ніхто з полководців Речі Посполитої не удостоювався найвищої в Європі папської золотої медалі, навіть коронний гетьман. Прибувши на Січ, Іван Сулима організовує численні морські походи в Чорне море.

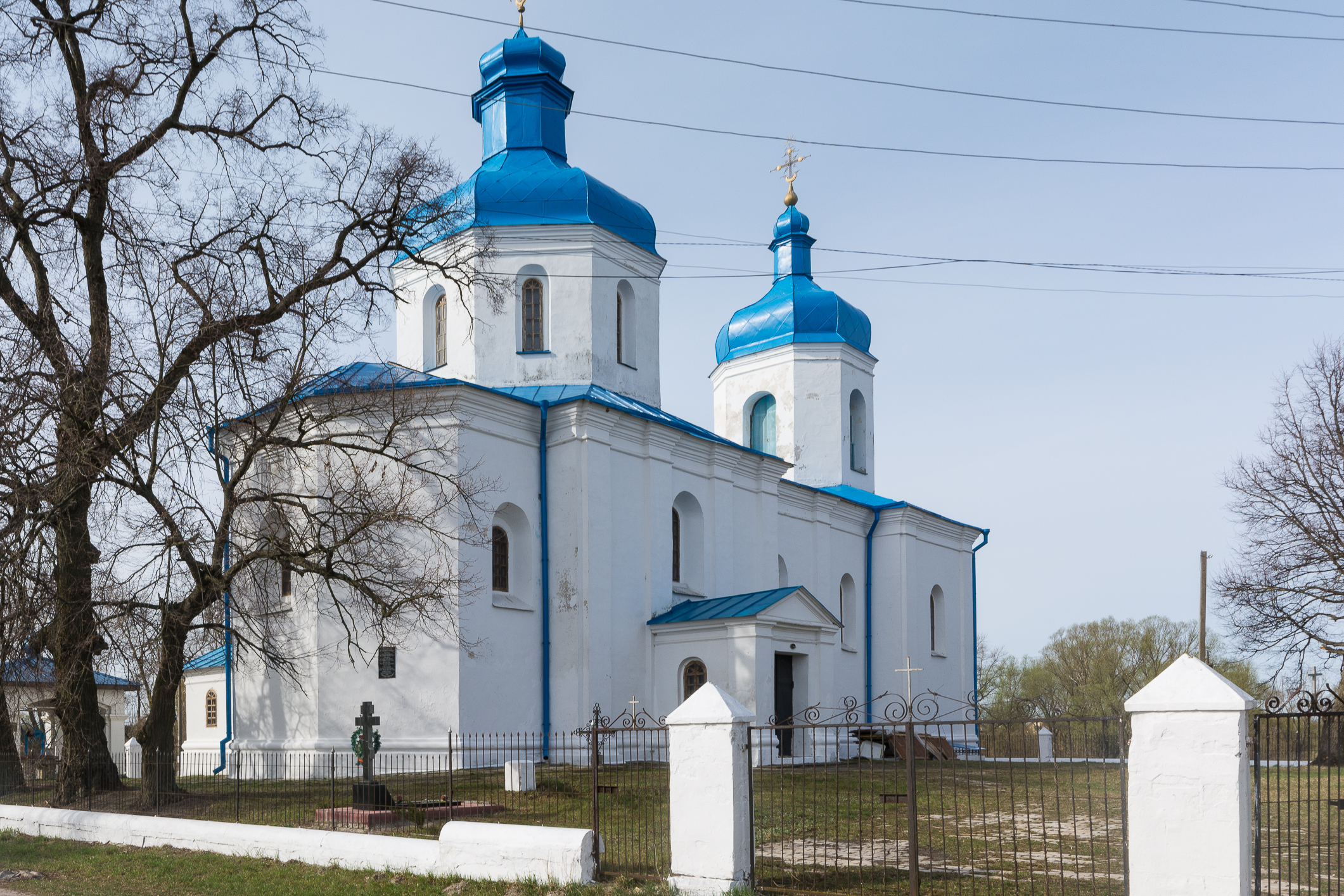
Покровська церква в селі Сулимівка (1622—1629 рр.), зведена коштом гетьмана.

Восени 1628 року, після загибелі гетьмана Григорія Чорного, Сулима обирається гетьманом реєстрових козаків. Гетьманував недовго, всього близько року, бо у травні наступного 1629 року виступає вже як управитель маєтку коронного гетьмана Станіслава Жолкевського у Переяславі.
У 1633 році гетьман Сулима провів свій знаменитий похід в Азовське море, де взяв штурмом османську фортецю Азов у гирлі Дону. Нікому з українських флотоводців до нього не вдавалося взяти Азова. Спроба пробитися до Азова гетьмана Семена Скалозуба закінчилася поразкою і його загибеллю. Іван Сулима подолав усі перешкоди і провів успішну атаку цієї далекої від Січі османської фортеці. Українські козаки знищили порт і всі портові споруди, а османський гарнізон загнали до фортеці. Сулима добре знав, що місто Азов для Османської імперії було головним портом, який забезпечував османську столицю в першу чергу продовольством.
Тож, вивівши його з дії, Сулима завдав відчутного удару Стамбулу. Звісно, що бойовий рейд козацького флоту в Азовське море і штурм Азова надзвичайно вразили правителів Стамбула і Варшави. Всім стало зрозуміло, що на Січі з'явився новий неординарний полководець.
Розлючений падінням Азова султан, допускаючи, що Сулима на зворотному шляху ще добре пошарпає Крим, послав в Очаків могутню ескадру із 20 важких галер. Але це козацького флотоводця не спинило. Нічною атакою Сулима прорвав виставлену османами оборону, потопивши п'ять галер, з десяток вивів з ладу. Причому в ході цього бою козаки втратили лише три чайки з трофеями.

### Страта
Уночі з 11 на 12 серпня 1635 року, повертаючись з походу проти Османської імперії на чолі козацького (нереєстрового) війська, зруйнував щойно збудовану польську фортецю Кодак на Дніпрі й винищив її німецьку (найману) залогу з комендантом фортеці, полковником французом Жаном Маріоном. Далі повстанці піднялися вище по Дніпру до Кременчука і Крилова, звідки Сулима розіслав універсали до українського населення, закликаючи його до боротьби проти Речі Посполитої. Королівські комісари Адам Кисіль і Лукаш Жолкевський організували похід реєстрових козаків проти повстанців. Оборона останніх проти переважаючих сил противника на одному з дніпровських островів тривала кілька місяців.
Був по-зрадницькому схоплений за сприяння старшини реєстрових козаків; за рішенням сейму гетьмана та декількох його сподвижників було страчено на центральній площі у Варшаві: відрубано голови, потім чвертовано, частини тіл були розвішені на міських мурах Варшави. Потім кості гетьмана захоронили на території помістя Стєвки. За свідченнями московита-посла у Речі Посполитій Василя Родковського, одного із засуджених врятував коронний канцлер Якуб Задзик.
Очевидець князь Альбрехт Радзивілл стверджував, що Сулима намагався на суді врятуватись переходом в Католицьку церкву.

## Вшанування пам'яті

#### Топоніми
- Вулиця Івана Сулими існує у містах Бориспіль, Дніпро, Краматорськ, Кривий Ріг, Львів, Нікополь, Переяслав.
- У місті Запоріжжя є вулиця Гетьмана Сулими.
- У місті Дніпро є провулок Сулимівський.
- 19 вересня 2024 року Київська міська рада перейменувала вулицю Жовтневу на вулицю Сулимівську.[5]

#### Пам'ятники
- 23 жовтня 2020 року у селі Сулимівка було встановлено пам'ятник Івану Сулимі.[6]

#### Полк Повітряних сил ЗСУ
- 2 серпня 2024 року президент України Володимир Зеленський присвоїв 57-му окремому полку зв'язку та радіотехнічного забезпечення почесне найменування «імені гетьмана Івана Сулими».[7]

## У літературі
- Володар Боженко. Іван Сулима
- Андріян Кащенко. Над Кодацьким порогом
- Теодор Микитин. Над Кодаком
- Вірш Ліни Костенко "В маєтку гетьмана Івана Сулими..."